# Danielle Campbell
Danielle Marie Campbell (Hinsdale, Illinois; 30 de enero de 1995) es una actriz estadounidense. Es conocida por interpretar a Jessica Olson en la película para televisión de Disney Channel, StarStruck, Davina Claire en la serie de The CW, The Originals y Kayla Powell / Olivia Moon en la serie, Tell Me a Story.

## Primeros años
Campbell nació en Hinsdale, Illinois. Sus padres son Georganne y John Campbell. Tiene un hermano menor. Fue descubierta en una peluquería en Chicago a la edad de 10 años cuando una agente recluta talentos le preguntó a su madre si podía audicionar para un comercial de Build-A-Bear Workshop en 2005.

## Carrera
El primer papel de Campbell como actriz invitada fue en cinco episodios de Prison Break.Interpretó el personaje de Darla en la película de 2008 The Poker House. 
En 2009 a la edad de 14 años, fue seleccionada para protagonizar la película de televisión StarStruck a estrenarse en 2010 junto a Cody Linley pero finalmente seria Sterling Knight, su coprotagonista quien se quedó con el papel.Al año siguiente, protagonizó la película Prom,  lanzada el 29 de abril de 2011, coprotagonizado por Nicholas Braun, Nolan Sotillo, y Aimee Teegarden.
En enero de 2013 fue elegida para protagonizar la serie de The CW The Originals como una poderosa bruja de dieciséis años llamada Davina. A fines de 2013, los productores de la película 16 South anunciaron que Campbell protagonizaría la película junto a Luke Benward a estrenarse en 2015.
En abril de 2015, Campbell filmó la película Race To Redemption en la que actuó junto a Aiden Flowers y Luke Perry; la película se estrenó en 2016. Campbell también fue elegida como Ellie Reed en la serie de televisión 2016 SINs, y Maddy en la película F the Prom. En marzo de 2018, apareció en el video musical de "Better With You" de Jesse McCartney. 
En 2018, Campbell tuvo un papel recurrente en la segunda temporada de la serie de Freeform Famous in Love. En junio de 2018 fue elegida para protagonizar la serie de CBS All Access Tell Me a Story.
Entre 2021 y 2022 actuó en Broadway en la obra Trouble in Mind.
En 2024 se incorpora a la serie de The Rookie interpretando el papel de Blair, una psiquiatra del LAPD.

## Vida Privada
Para la película Starstruck a pesar de haber grabado todas las escenas en Los Ángeles, nunca se mudó y tampoco decidió mudarse después de filmarla, sino que alternaba con los días escolares (feriados o descansos) donde no iba a la escuela.
En mayo de 2013 se gradúa de la escuela secundaria Hinsdale Central High School.
En octubre de 2014 se muda de Hinsdale, Illinois a Los Ángeles, California, estando más cerca de la mayoría de estudios de grabación ya que antes le impedía el poco que tiempo que tenía debido a la escuela.
Estuvo en una relación sentimental desde 2015 a 2016 con el cantante y exintegrante de One Direction, Louis Tomlinson.
A inicios de 2018 comenzó a salir con Colin Woodell  su compañero de reparto en The Originals. 
En agosto de 2023 anunció su compromiso matrimonial con su actual pareja. 

## Filmografía
| Cine             | Cine                       | Cine                       | Cine                                        |
| Año              | Título                     | Rol                        | Notas                                       |
| ---------------- | -------------------------- | -------------------------- | ------------------------------------------- |
| 2008             | The Poker House            | Darla                      |                                             |
| 2011             | Prom                       | Simone Daniels             |                                             |
| 2012             | Madea's Witness Protection | Cindy Needleman            |                                             |
| 2013             | 16 South                   | Katie Baker                |                                             |
| 2016             | Race to Redemption         | Hannah Rhodes              |                                             |
| 2017             | F*&% the Prom              | Maddy Datner               |                                             |
| 2018             | The Grand Son              | Halle                      |                                             |
| 2018             | Ghost Light                | Juliet Miller              |                                             |
| 2018             | Shrimp                     | La cita de Jess            | Cortometraje                                |
| 2019             | Being Frank                | Allison                    |                                             |
| 2023             | Share?                     | Usuario #038491828         |                                             |
| Televisión       |                            |                            |                                             |
| Año              | Título                     | Rol                        | Notas                                       |
| 2006–07          | Prison Break               | Gracey Hollander           | 4 episodios                                 |
| 2010             | Starstruck                 | Jessica Olson              | Protagonista, película de TV Disney Channel |
| 2010             | Zeke & Luther              | Dani                       | Episodio: «Double Crush»/Invitada           |
| 2012             | Drop Dead Diva             | Carla Middlen              | 1 episodio                                  |
| 2013–18          | The Originals              | Davina Claire              | 70 episodios                                |
| 2016             | SINs                       | Ellie Reed                 | 6 episodios                                 |
| 2017             | Hell's Kitchen             | Ella misma                 | Episodio: «Aerial Maneuvers»                |
| 2017–18          | Runaways                   | Eiffel                     | 6 episodios                                 |
| 2018             | Famous in Love             | Harper Tate                | 9 episodios                                 |
| 2018             | Alive in Denver            | Liz                        | 8 episodios                                 |
| 2018             | All American               | Hadley                     | Episodio: «Pilot»/Invitada                  |
| 2018–20          | Tell Me a Story            | Kayla Powell / Olivia Moon | Elenco principal                            |
| 2024             | The Rookie                 | Blair London               | Temporada 6                                 |
| 2025             | The Waterfront             | Peyton Buckley             | Temporada 1, 8 episodios                    |
| Teatro           |                            |                            |                                             |
| Año              | Título                     | Rol                        | Notas                                       |
| 2021-22          | Trouble in Mind            | Judy Sears                 |                                             |
| Videos musicales |                            |                            |                                             |
| Año              | Título                     | Rol                        | Artista/Banda                               |
| 2018             | Better With You            | Novia                      | Jesse McCartney                             |